# Gaboń
Gaboń (deutsch Gaben) ist eine Ortschaft mit einem Schulzenamt der Gemeinde Stary Sącz im Powiat Nowosądecki der Woiwodschaft Kleinpolen, Polen.

## Geographie
Der Ort liegt am rechten Ufer des Flusses Dunajec im Sandezer Becken (Kotlina Sądecka).
Die Nachbarorte sind Gołkowice Górne im Norden, Skrudzina im Südosten, Kadcza im Westen.

## Geschichte
Der Ort wurde im Jahre 1276 als Gaban erstmals urkundlich erwähnt. Seit 1378 gehörte ein Teil des Dorfes zu den Klarissen in Stary Sącz. Die Klarissen kauften das ganze Dorf im Jahre 1604.
Nach der Ersten Teilung Polens kam Gaboń zum neuen Königreich Galizien und Lodomerien des habsburgischen Kaiserreichs (ab 1804).
Im Jahre 1783 wurden im Zuge der Josephinischen Kolonisation deutsche Kolonisten katholischer und reformierter Konfession angesiedelt. Die Gemeinde des Dorfes wurde nicht getrennt, aber der Name der deutschen Kolonie wurde als Deutsch Gaben auch gebraucht. Die Protestanten gehörten zur Pfarrgemeinde in Stadła. Bis Ende des 19. Jahrhunderts wurden die Nachgeborenen der Kolonisten polonisiert. Im Jahre 1900 hatte das Dorf Gaboń in 120 Häusern 794 Einwohner, davon alle polnischsprachig, 757 römisch-katholisch, 5 Juden und 32 anderer Glaube (überwiegend evangelisch).
1918, nach dem Ende des Ersten Weltkriegs und dem Zusammenbruch der k.u.k. Monarchie, kam Gaboń zu Polen. Unterbrochen wurde dies durch die Besetzung Polens durch die Wehrmacht im Zweiten Weltkrieg, während der es zum  Generalgouvernement gehörte.
Von 1975 bis 1998 gehörte Gaboń zur Woiwodschaft Nowy Sącz.
Im Jahre 1991 wurde ein Teil des Dorfes als ein neues Schulzenamt Gaboń Praczka abgetrennt.